# Girl Going Nowhere
Girl Going Nowhere è il terzo album in studio e il debutto su una major dell'artista di musica country americana Ashley McBryde. È stato pubblicato il 30 marzo 2018 tramite Warner Bros.Nashville.
Il singolo principale dell'album, A Little Dive Bar in Dahlonega, è stato pubblicato il 16 ottobre 2017. È stato uno dei primi 30 successi nelle classifiche Billboard Hot Country Songs e Country Airplay. Radioland è stato pubblicato come secondo singolo dall'album il 16 luglio 2018, anche se non è riuscito a classificarsi. La traccia del titolo dell'album è stata pubblicata come terzo singolo il 14 gennaio 2019 e ha debuttato al numero 60 nella classifica Billboard Country Airplay per la settimana del 22 dicembre 2018, e alla fine ha raggiunto il picco della posizione numero 40 nella classifica nel 2019.

## Recensioni
Rolling Stone ha descritto il contenuto come "pieno di hook e impostato su una miscela radiofonica di riff centrali e pop-country. Ma è anche un'affermazione delicatamente di sinistra per Nashville".
Girl Going Nowhere ha ricevuto il plauso della critica musicale. Su Metacritic, che assegna un punteggio normalizzato su 100 alle recensioni dei critici mainstream, l'album ha un punteggio medio di 85, basato su 5 recensioni, indicando "il plauso universale". Annie Reuter di Sounds Like Nashville ha recensito l'album positivamente, affermando che "Incarnando trame uniche e testi sinceri insieme a una superba musicalità, Girl Going Nowhere è solo un assaggio di ciò che verrà da McBryde." Robert Ham dei Paste ha definito l'album "un disco senza fronzoli, privo di grasso; 11 canzoni che esprimono i loro punti in modo potente e memorabile", lodando i testi di McBryde e le influenze rock classiche dell'album.
Nel dicembre 2018, ha ricevuto una nomination come miglior album country alla 61ª edizione dei Grammy Awards.

## Tracce
1. Girl Goin' Nowhere – 3:27
2. Radioland – 3:05
3. American Scandal – 4:02
4. Southern Babylon – 4:05
5. The Jacket – 2:40
6. Livin' Next to Leroy – 4:30
7. A Little Dive Bar in Dahlonega – 3:29
8. Andy (I Can't Live Without You) – 3:52
9. El Dorado – 3:58
10. Tired of Being Happy – 3:50
11. Home Sweet Highway – 3:30